# Benjamin Gradis
Pour les autres membres de la famille, voir Famille Gradis.
Benjamin III Gradis, dit Le Jeune, est un armateur, planteur esclavagiste et publiciste français né à Bordeaux le 5 juillet 1789 et mort le 21 avril 1858.

## Biographie
Membre de la communauté juive du Sud-Ouest, Benjamin Gradis est le fils d'Abraham II Gradis (1738-1790) et de Rachel Mercadé (?-1806).
On le désigne sous l'appellation « Benjamin III Gradis » puisqu'il est le troisième du nom. Il signait et se faisait appeler Benjamin Gradis Jeune pour se distinguer de son cousin et contemporain Benjamin II Gradis (1782-1843), dit Benjamin Aîné, qui fut critique littéraire et romancier. Les deux Benjamin (II l'aîné et III le jeune) s'associent en 1823.
En 1806, son oncle David Gradis devient son tuteur. À la mort de celui-ci en 1811, Benjamin prend la direction de la Maison Gradis, entreprise qu'il dirige jusqu'en 1858. Il prend aussi les rênes de la plantation coloniale martiniquaise appartenant à la firme, ainsi que des esclaves qui y travaillent.
Héritier des plantations esclavagistes que possédaient ses aïeux Abraham, David, Moïse et Jacob Gradis dans la colonie de Saint-Domingue, Benjamin reçoit en 1827 la somme de 71 380 Francs or. Cette indemnité que la République d'Haïti fut contrainte de payer servait à compenser la perte des biens causée par les révoltes d'esclaves.
Puis, après l'abolition de l'esclavage en 1848, il reçoit à nouveau la somme de 76 304 Francs or, de la part de l’État français, en dédommagement de l'affranchissement des 175 esclaves de la plantation qu'il possédait en Martinique. 
En 1839, il hérite du Domaine d'Israël, actuel château des Lauriers à Lormont. 
Dans ses affaires commerciales, la Jewish Encyclopedia de 1906 indique qu'il dominait le marché colonial français en envoyant du vin, de l'alcool, de la farine et des viandes marinées à Cayenne, en Martinique et à Saint-Domingue, et obtenant du sucre et de l'indigo en retour.
Il est, sous le nom de Benjam ou de Bin Gradis, l'auteur de plusieurs ouvrages de philosophie politique et de science politique. Légitimiste et opposé au régime parlementaire, il défendit la monarchie dans plusieurs pamphlets.
Il fut vice-président du Comité consistorial de secours et membre du Consistoire de Bordeaux. Intervenant dans l'organisation des consistoires israélites, il laissa plusieurs brochures promouvant la réforme du culte israélite.
Marié à sa cousine Sara-Laure Rodrigues-Henriques, sœur d'Eugénie Foa, de Hippolyte Rodrigues et de Léonie Halévy, il est le père d'Henri Gradis.

## Publications
- À messieurs les membres du Consistoire central israélite de France
- Considérations sur la politique et sur les circonstances actuelles
- Coup d'œil sur les colonies et en particulier sur celle d'Alger
- De l'Élection du grand-rabbin du Consistoire central
- De la Musique sacrée (1851)
- De la Pairie et de ses rapports avec la constitution de l'État
- Des Classes inférieures et des rapports qui les unissent aux autres classes de la société
- Des Lois organiques
- Des Principes politiques qui doivent servir de base à la législation électorale (1831)
- Des Réformateurs et des changements qu'ils proposent d'introduire dans le culte israélite
- Du Refus du budget
- Du Sort des minorités dans les gouvernements représentatifs et dans les assemblées délibérantes, ou Observations en faveur des propriétaires de vignobles et des colons français
- Réflexions sur le nouveau projet d'organisation consistoriale
- Réponse à quelques objections ou Nouvelles réflexions sur le projet d'organisation consistoriale
- Réflexions sur le rapport présenté au Roi, le 5 octobre 1828, par Mgr le ministre du Commerce, relativement aux encouragements à accorder à l'industrie et au commerce
- Des Forges, des vignobles et des colonies, pour faire suite aux Réflexions sur le rapport présenté au Roi, le 5 octobre 1828, par Mgr le ministre du Commerce
- Mémoire en faveur des colons et des propriétaires de vignobles, ou Observations sur l'exposé des motifs du projet de loi relatif à diverses modifications au tarif des douanes, présenté le 21 mai 1829 par S. E. le ministre du Commerce
- Observations sur les deux projets de loi de douane présentés, le 3 et le 31 décembre 1832, par M. le comte d'Argout, ministre du Commerce
- Observations sur le projet de loi organique présenté par le consistoire israélite (1851)
- De la Révision des lois organiques du culte israélite (1851
- Mémoire au sujet du tarif des sucres (1853)
- De la Nouvelle école talmudique fondée à Paris (1853)
- Réflexions sur l'histoire des Girondins de Lamartine et sur la manière d'écrire l'histoire
- Œuvres politiques de Benjam
- De la nouvelle école talmudique fondée à Paris (1853)
- Des Forges, des Vignobles et des Colonies (1829)

## Sources
- Jean Cavignac, « Les vingt cinq familles: les négociants à Bordeaux sous Louis-Philippe », 1985
- « Les patrons du Second Empire: Bordeaux et la Gironde », 1999
- Patrick-Joseph O'Really, « Histoire complète de Bordeaux », 1860